# Ekstrakorporalna membranska oksigenacija
Ekstrakorporalna membranska oksigenacija (akronim ECMO, eng. Extracorporeal membrane oxygenation)  je oblik vantelesnog održavanja života u kome spoljašnja (veštačka) cirkulacija prenosi vensku krv od pacijenta do mesta razmene gasova u uređaju u kome krv postaje obogaćena kiseonikom, a oslobođena ugljen-dioksida, i potom ponovo vraća u cirkulaciju pacijenta.
Ova procedura naravno nije lek, već samo simptomatska terapija za kupovanje vremena do oporavka plućne funkcije, spontanog ili indukovanog specifičnom terapijom.

## Nazivi
Izraz ekstrakorporalna membrana oksigenacija (ECMO) vremenom je zamenjen modernijim izrazom ekstrakorporalna podrška života (ECLS), jer podrazumeva i druge sisteme kao što su ventrikularni bajpas sistemi (VAD) i ekstrakorporalna cirkulacija (CBP), a sve prema nomenklaturi ELSO Extracorporeal Life Support Organisation (1989) - Ekstrakorporalne organizacije za podršku života.

## Istorija
Prvi pokušaj primen aparata srce-pluća za korekciju intrakardijalnog oštećenja izveli su Dennis i kolege, 5. maja 1951. godine u Univerzitetskoj bolnici u Minnesoti. Međutim, pre stvaranja modernih membranskih oksigenatora, metoda se nije mogla široko koristiti kod umirućih bolesnika, jer uspeh terapije nije bio značajan.
Neprekidno poboljšavanje oksigenatora primoralo je lekara da ponovno daju značaj ECMO u lečenju pacijenata s akutnim respiratornim zastojem. Akumulirano iskustvo ukazalo je na potrebu pokretanja primene ECMO-a pre razvoja nepovratnih procesa u organima i tkivima, uvek uzimajući u obzir efikasnost konvencionalnih terapijskih mera. Povećanje hipoksemije, uprkos dugotrajnoj upotrebi mehaničke ventilacije sa 100% kiseonikom, kao i klinički znakovi pogoršanja pacijentovog stanja, sve više je služilo kao indikacija za primenu ekstrakorporalne membranske oksigenacije.
Tokom pandemije uzrokovane novim H1N1 virusom influence krajem 2009. i početkom 2010. godine jedinice intenzivnog lečenja širom sveta susrele su se s novim kliničkim entitetom – primarnom influentnom pneumonijom, koja se kod najteže oboljelih klinički manifestovala kao akutni respiratorni distres sindrom (ARDS). Kako se kod tih bolesnika konvencionalnom mehaničkom ventilacijom najčešče nije mogla postići zadovoljavajuća oksigenacija urgentno su se tražile nove terapijske mogućnosti kako bi ti bolesnici preživeli, počela je masovnije da se primenjuje ekstrakorporalna membranska oksigenacija. Time je stvorena dodatna terapijska opciju i šansa za preživljenje bolesnika, bez obzira na etiologiju samog ARDS-a.

## Preduslovi za primenu ECMO
Najosnovnija fiziološka uloga respiratornog sistema je dovođenje vazduha u alveole pluća, u kojima se vrši izmena gasova (kiseonika i ugljen-dioksida) između udahnutog vazduha i krvi. 
Disanje koje je izmena gasova u kojoj krvna boja (hemoglobin) crvenih krvnih zrnaca prenosi kiseonik iz pluća u tkiva, a istovremeno krv u tkivu preuzima ugljen-dioksid, koji zatim izlučuje u plućima. 
Održavanje prohodnosti disajnih puteva i adekvatna oksigenacija najvažniji su činioci za održavanje normalnih funkcija organizma, ali i za lečenje životno ugroženih bolesnika, sa narušenim procesom disanja. Opstrukciju disajnih puteva mogu izazvati: 
- zapadanje mekog nepca i epiglotisa,
- strano telo,
- nakupljeni sekret,
- udahnut povraćani sadržaj,
- krv,
- laringospazam i bronhospazam.

U navedenim uslovima ekstrakorporalna memranska oksigenacija postaje vrsta lečenja neophodna za održavanje životno ugroženih bolesnika, a njen cilj je podrška u radu srca i pluća. Zato je 
ekstrakorporalna memranska oksigenacija indikovana za potencijalno reverzibilne, po život opasne oblike disajne ili srčane insuficijencije, koja ne reaguje na uobičajenu terapiju.

## Modaliteti ECMO
Posledwih 40-tak godina na globalnom nivou primenjuju se dva osnovna modaliteta respiratorne podrške ekstrakorporalnom membranskom oksigenacijom. 
Veno-arterijski
Veno-arterijski modalitet (VAECMO) najčešće se koristi u kardiohirurgiji i pruža bolesniku
cirkulatornu i respiratornu podršku.
Veno-venski
Veno-venski modalitet (VV-ECMO) podesniji je za respiratornu podršku u slučaju teškog akutnog respiratornog distres sindroma (ARDS), kada je funkcija miokarda zadovoljavajuća.
- Veno-arterijski modalitet (VAECMO)
- Veno-venski modalitet (VV-ECMO)

| Glavne razlike između kstrakorporalna membranska oksigenacija kardiopulmonalnog bajpasa | Glavne razlike između kstrakorporalna membranska oksigenacija kardiopulmonalnog bajpasa |
| Ekstrakorporalna membranska oksigenacija | Ekstrakorporalna cirkulacija |
| --- | --- |
| Uspostavlja se kateterizacijom krvnih sudova na vratu, pod lokalnom anestezijom. Primenjuje se kao dugoročna podrška u rasponu od 3 do 10 dana. Svrha metode je kupovanje vremena dok pacijentov organizam ne oporavi funkciju pluća ili srca. | Uspostavlja se transtorakalno (nakon sternotomije) pod opštom anestezijom. Primenjuje sa kao kratkoročna podrška u toku trajanja operacije od 0,5 do 8 časova. Svrha standardnog IR-a je stvaranje uslova za rad pluća i srca u vreme srčane operacije. |

## Indikacije

### Srčane indikacije
Kod dece i odraslih u srčane indikacije spada insuficijencija srca, koje se može razviti u sljedećim stanjima: 
- Nakon srčane hirurgije (ne postoji način da se onemogući IR)
- Nakon transplantacije srca, pluća ili srca i pluća
- Miokarditis,
- Miokardiopatija
- Kao dodatak kardiopulmonalnoj reanimaciji

### Respiratorne indikacije
Kod dece i odraslih, u respiratorne indikacije, ili stanja nastala zbog nedovoljna funkcija pluća spadaju:
- Pneumonija, bakterijska ili virusna
- Plućno krvarenje
- Aspiracija stranog sadržaja
- ARDS
- Transplantacija pluća

## Kontraindikacije
Apsolutne
- Stanja u kojima je antikoagulacija kontraindikovana
- Stanje terminala
- PaO2/FiO2 < 100 at > 10 dana
- Insuficijencija više organa > 2 sistema
- Nekontrolisana metabolička acidoza
- Imunosupresija
- Oštećenje centralnog nervnog sistema

Relativne
- Dugotrajna mehanička ventilacija duže od 7 do 10 dana
- Disfunkcija miokarda (srčani indeks < 3,5) sa inotropnom podrškoma
- Teška plućna hipertenzija srDLA > 45mmHg ili > 75% kod sistemske
- Insuficijencija srca
- Starost > 65 godina

## Komplikacije
Ekstrakorporalna membranska oksigenacija je tehnički složen postupak koji se obavlja na kritično bolesnim pacijenatima jer ima visok potencijal za nastanak komplikacije. Komplikacije mogu nastati:
- jatrogeno — nakon kliničkih grešaka ili neiskustva,
- patologije pacijenta,
- tehničkih problema vezanih uz sistem komponenti.

## Edukacija medicinskog kadra
Za zdravstvenu negu pacijenata primenom ECMO aparata potrebno je da medicinskih sestara ima dobru edukaciju i/ili iskuktvo, jer u protivnom, nega bolesnika nije kvalitetna i uspešna koliko bi trebala biti. Iz tih razloga, danas je obavezna edukaciji medicinskih sestrara i drugog osoblja koje se unapred predviđa za negu pacijenta na ovakvom aparatu.

## Literatura
- PEEK GJ, MUGFORD M, TIRUVOIPATI R i sur. Efficacy and economic assessment of conventional ventilatory support versus extracorporeal membrane oxygenation for severe adult respiratory failure (CESAR): a multicentre randomised controlled trial. „CESAR trial collaboration”. Lancet. 374: 1351—63. 2009..
- BROGAN TV, THIAGARAJAN RR, RYCUS PT i sur. „Extracorporeal membrane oxygenation in adults with severe respiratory failure: a multi-center database”. Intensive Care Med. 35: 2105—14. 2009..
- TIRUVOIPATI R, BOTHA J, PEEK G: Effectiveness of extracorporeal membrane oxygenation when conventional ventilation fails: Valuable option or vague remedy? J Crit Care. 2011 Jun 22

## Spoljašnje veze
- Экстракорпоральная мембранная оксигенация (ЭКМО) (језик: руски)

|  | Molimo Vas, obratite pažnju na važno upozorenje u vezi sa temama iz oblasti medicine (zdravlja). |